# Střílky
Střílky (deutsch Střílek, davor Stržílek, auch Strilck) ist eine Gemeinde im Okres Kroměříž in Tschechien. Sie liegt 15 Kilometer nördlich von Kyjov.

## Geographie
Střílky liegt am westlichen Fuße des Marsgebirges im Litavatal. Jenseits des Tals schließt sich im Nordwesten das Littentschitzer Bergland an. Am nördlichen Ortsrand von Střílky verläuft die Europastraße 50/Staatsstraße I/50 zwischen Bučovice und Uherské Hradiště. Durch führt die 432 von Kyjov nach Kroměříž.
Nachbarorte sind Lísky und Strabenice im Norden, Cetechovice und Zástřizl im Nordosten, Staré Hutě im Osten, Stupava im Südosten, Liskovec und Koryčany im Süden und Brankovice sowie Kožušice im Westen.

## Geschichte
Střílky wurde erstmals 1261 erwähnt. Es war im Besitz des Brumover Burggrafen Smil von Zbraslav und Střílky, der das Gebiet um 1254 vom böhmischen König Ottokar II. Přemysl zugewiesen bekam. Oberhalb von Střílky errichtete Smil die Burg Střílky, nach der er sich erstmals 1258 mit dem Prädikat „von Střílky“ (ze Střilek) bezeichnete. Da er keine Nachkommen hinterließ, fiel Střílky nach seinem Tod 1273 als erledigtes Lehen an den König zurück. 1321 übertrug König Johann von Luxemburg die Herrschaft Střílky als ein Lehen dem Heinrich/Jindřich von Leipa (Železný), der ein Sohn des Heinrich von Leipa war. Zusammen mit Tovačov und Hostěradice sollte es als Heiratsgut für dessen Braut Agnes von Blankenheim dienen, die mit dem König verwandt war. Kurze Zeit später wurde die Herrschaft Střílky von den Herren von Cimburg erworben, die sie 1358 dem Markgrafen Johann Heinrich verkauften, der ein Bruder des böhmischen Königs Karl IV. war. In dem entsprechenden Landtafel-Eintrag wird Střílky als ein „Städtchen“ bezeichnet.
Johann Heinrichs Sohn Jobst von Mähren übertrug den Besitz 1406/1407 lehensrechtlich dem Vznata Hecht von Rossitz. 1437 war Střílky wiederum im Besitz des Landesherrn Sigmund. Vermutlich nach dessen im selben Jahr erfolgten Tod ging Střílky an die Herren von Lichtenburg auf Vöttau über. 1481 verkaufte Puta von Lichtenburg Střílky zusammen mit Brankovice und Malénky dem Vladiken Jan von Ojnice, von dem es die Herren von Boskowitz erbten. Jan Šembera von Boskowitz († 1597) verkaufte 1578 die Herrschaft mit der wüsten Burg Střílky dem Nikolaus von Kobyli (Mikuláš st. Kobylka z Kobylího). 1590 wurde Zástřizl der Herrschaft Střílky zugeschlagen. 1602 war Střílky im Besitz des Alexander Jobst von Haugwitz auf Biskupitz, 1619 besaß es Adam Martinovský von Rozseč, der ein Renaissance-Schloss errichtete. Vor dem Dreißigjährigen Krieg waren in Střílky die Täufer stark vertreten.
Nach der Schlacht am Weißen Berg wurde Střílky von den Herren Peterswald auf Peterswald erworben. Unter Amand Anton von Peterswald wurde die barocke Friedhofsanlage angelegt. Dessen Sohn Bernhard Johann errichtete 1744–1769 anstelle der alten Kirche eine neue. Da Bernhard Johann von Peterswald ohne Nachkommen starb, erbten Střílky zusammen mit Cetechovice und Tovačov die Grafen Kuenburg. Franz von Kuenburg verkaufte 1885 Střílky, Zástřizly, Cetechovice und Roštín dem Grafen Siegmund von Herberstein. 1912 wurde es vom österreichischen Außenminister Leopold Graf Berchtold erworben, der bereits das benachbarte Buchlovice besaß. Nach der Gründung der Tschechoslowakei wurde der Grundbesitz im Zuge der anschließenden Bodenreform parzelliert und verkauft. Das Schloss Střílky blieb bis zur Enteignung 1945 im Besitz der Grafen Berchtold.

## Sehenswürdigkeiten

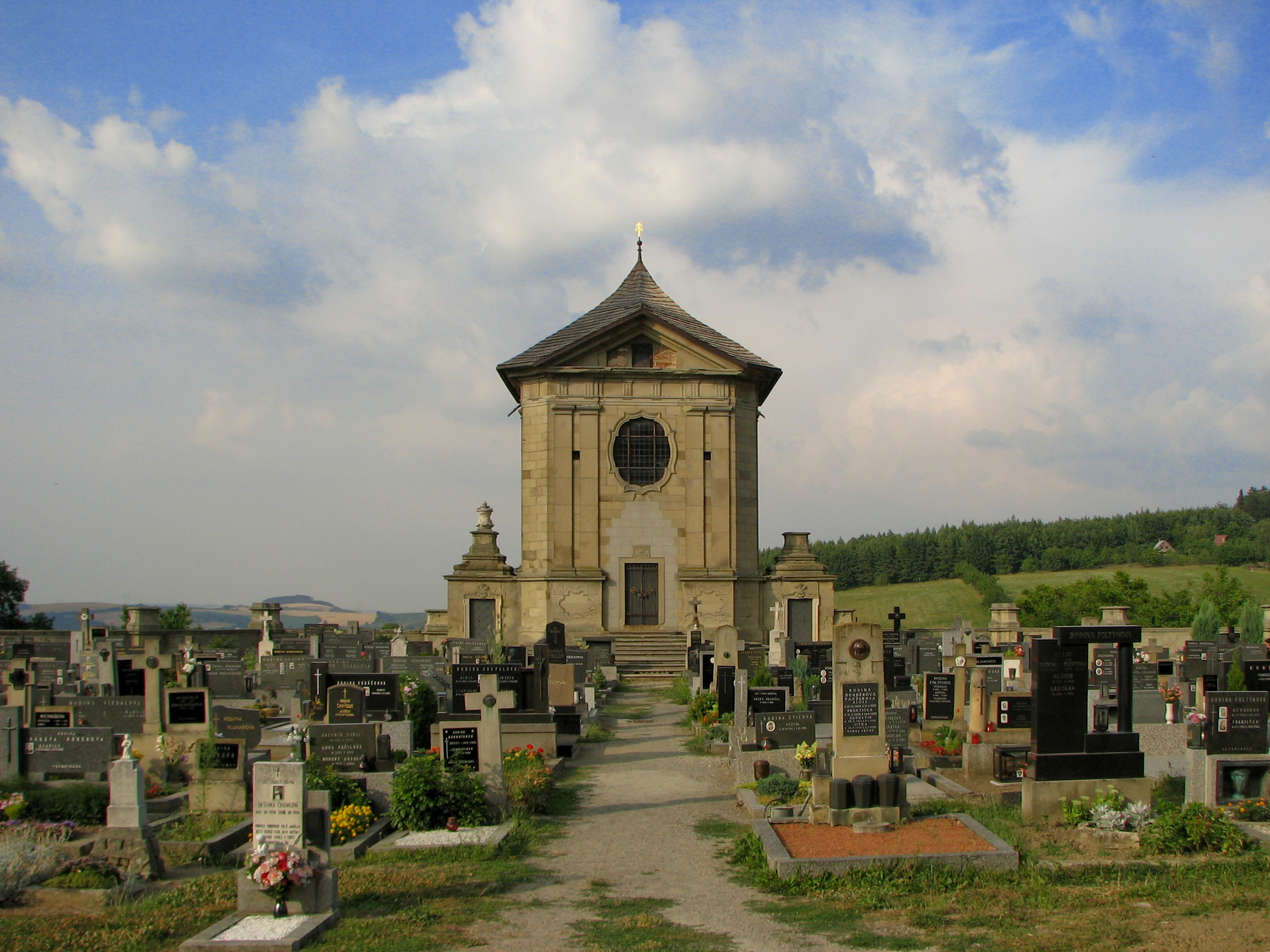
Barockfriedhof in Střílky

- Die mit einer Mauer umgebene barocke Friedhofsanlage wurde 1730–1743 vom Grundherrn Amand Anton von Peterswald errichtet. Die Friedhofsmauer ist mit Putten und Vasen verziert. Das ganze Friedhofsareal ist mit überlebensgroßen Engeln und allegorischen Figuren geschmückt, die vom Bildhauer Gottfried Fritsch und dessen Werkstatt geschaffen wurden[4].
- Die Pfarrkirche Mariä Himmelfahrt entstand 1744–1769 nach Entwurf von Christoph Maywald.
- Die Renaissance-Festung wurde im 18. Jahrhundert zum Schloss umgebaut und später nochmals verändert. Seit dem Jahr 1994 dient das Schloss als Ashram von Joga in daily life.
- Ruinenreste der Burg Střílky